# Шимановский, Мартын Феликсович
Шимановский Мартын Феликсович (Мартин Бернард Мариан Феликс Шимановский, пол. Marcin Szymanowski; 1 [13] сентября 1856, Тимошовка, Киевская губерния — 9 [22] января 1905, Гданцевка, Херсонская губерния) — российский горный инженер, рудопромышленник.

## Биография
Родился 1 (13) сентября 1856 года в селе Тимошовка (семейное гнездо Шимановских) Чигиринского уезда Киевской губернии (ныне в Каменском районе Черкасской области). Принадлежал к польской семье Корвин-Шимановских. Дядя Кароля Шимановского.
В 1875 году окончил Елисаветградское земское реальное училище и в том же году поступил в Горный институт в Санкт-Петербурге, который окончил в 1880 году.
В 1884 году женился на Юзефе Таубе, родной сестре матери Кароля Шимановского, в семье сплелись два родственных кровных звена Шимановских и фон Таубе.
В середине 1880-х годов, по приглашению Анонимного общества Криворожских железных руд, приехал в местечко Кривой Рог, где сначала работал помощником Станислава Конткевича. Наблюдал за горными работами на Саксаганском руднике, намечал меры по его расширению. Занимался геолого-минералогическими исследованиями Криворожского железорудного бассейна. 
В 1887 году сменил Станислава Конткевича на должности ответственного и уполномоченного в России директора-распорядителя Анонимного общества Криворожских железных руд, на которой состоял до 1904 года. По роду деятельности много времени проводил в поездках в Екатеринослав, Донбасс, Варшаву и Прагу, заключал соглашения с другими компаниями. Не раз встречался с Александром Полем, разделял его взгляды на будущее Кривбасса. Часть замыслов Поля в последующем осуществилась именно благодаря деятельности Шимановского.
В 1890—1892 годах руководил строительством Гданцевского чугунолитейного завода, директор-распорядитель. По его инициативе Анонимное общество Криворожских железных руд приобрело на Гданцевке 600 десятин земли за 250 000 рублей.
Под его руководством расширилось производство железной руды на Саксаганском и Червоном рудниках.
По его инициативе в Славяносербском уезде Екатеринославской губернии (близ железнодорожной станции Алмазная) в 1892 году Общество Криворожских железных руд построило Орлово-Еленовский каменноугольный рудник.
В условиях экономического кризиса 1900—1903 годов Общество Криворожских железных руд выступило инициатором образования монопольного объединения для торговли железной рудой «Продаруд».
Умер 9 (22) января 1905 года в селе Гданцевка (ныне в черте города Кривой Рог) от инфаркта. Похоронен 14 (27) января 1905 года в городе Елисаветград на католическом кладбище.

## Публикации
- Железные руды и рудники Кривого Рога // Горнозаводской листок. — 1888 (15 марта). — № 6.
- Железные руды и рудники Кривого Рога // Горный журнал. — 1888. — Т. 4. — № 10.
- Криворожские залежи железных руд и их разработка // Горный журнал. — 1892. — Т. 4. — Кн. 10. — С. 72—97.
- Рукопись «Очерки криворожских железорудных богатств» — использована при составлении книги «По Екатерининской железной дороге» (1903).

## Память
- Именем назван ныне не существующий разъезд в городе Кривой Рог[2];
- Именем названы отвалы в городе Кривой Рог[3];
- В 2016 году именем названа бывшая Коммунистическая улица в городе Кривой Рог.